# Flaws (bài hát)
"Flaws" là một bài hát của ban nhạc Anh Bastille. Nó là đĩa đơn thứ ba từ album phòng thu đầu tay của họ Bad Blood.

## Danh sách bài hát
Digital download
1. "Flaws" – 3:37
2. "Durban Skies" – 4:11
3. "Flaws" (Cinematic's In My Soul Remix) – 4:29
4. "Flaws" (Live from The Scala) – 3:45
5. "Flaws" (music video) – 3:41

## Bảng xếp hạng
| BXH (2012)             | Vị trí cao nhất |
| ---------------------- | --------------- |
| Bỉ (Ultratip Flanders) | 22              |
| Scotland (OCC)         | 22              |
| Anh Quốc (OCC)         | 21              |

## Lịch sử phát hành
| Khu vực | Ngày                 | Định dạng        | Nhãn                |
| ------- | -------------------- | ---------------- | ------------------- |
| Anh     | 4 tháng 7 năm 2011   | 7" single        | Young and Lost Club |
| Anh     | 19 tháng 10 năm 2012 | Digital Download | Virgin Records      |